# 京都 - 岐阜線
京都 - 岐阜線（きょうと - ぎふせん）は（高速京都線）京都府京都市と岐阜県羽島市・岐阜市・各務原市・関市・美濃市・愛知県犬山市を結んでいた高速バスである。
京都 - 岐阜線（昼行 / 岐阜バス観光）
- 京都駅八条口（新都ホテル前）・京都深草 - 岐阜バスターミナル・せき東山・美濃市駅
- 京都駅八条口（新都ホテル前）・京都深草 - 岐阜バスターミナル・犬山駅東口

全便予約指定制。

## 歴史
- 2002年（平成14年）11月1日 : 岐阜乗合自動車・岐阜バスコミュニティにより運行開始。
- 2007年9月1日 : 岐阜乗合自動車担当便を岐阜バス観光に移管。
- 2009年1月1日 : 岐阜バスコミュニティ担当便を岐阜バス観光に移管。
- 2013年4月1日 : 廃止。

## 運行事業者
- 岐阜バス観光 - 岐南営業所

## 停車停留所
▼…岐阜・美濃・犬山行は乗車のみ、京都行は降車のみの扱い
▲…京都行は乗車のみ、岐阜・美濃・犬山行は降車のみの扱い
∥…経路外
| 停車停留所名              | 停留所所在地 | 停留所所在地 | 美濃発着系統 | 犬山発着系統 | 備考                                 |
| ------------------------- | ------------ | ------------ | ------------ | ------------ | ------------------------------------ |
| 京都駅八条口              | 京都府       | 京都市南区   | ▼            | ▼            | 新都ホテル前に停車                   |
| 京都深草（名神）          | 京都府       | 京都市伏見区 | ▼            | ▼            |                                      |
| 岐阜羽島（羽島Wing151前） | 岐阜県       | 羽島市       | ▲            | ▲            | 羽島市コミュニティバス島バス停に停車 |
| 岐阜県庁                  | 岐阜県       | 岐阜市       | ▲            | ▲            |                                      |
| 岐阜バスターミナル        | 岐阜県       | 岐阜市       | ▲            | ▲            | A乗り場に停車                        |
| 各務原市役所前            | 岐阜県       | 各務原市     | ∥            | ▲            |                                      |
| 新鵜沼駅                  | 岐阜県       | 各務原市     | ∥            | ▲            |                                      |
| 赤土坂                    | 岐阜県       | 関市         | ▲            | ∥            |                                      |
| 栄町一丁目                | 岐阜県       | 関市         | ▲            | ∥            |                                      |
| 安桜山公園前              | 岐阜県       | 関市         | ▲            | ∥            |                                      |
| 仲町                      | 岐阜県       | 関市         | ▲            | ∥            |                                      |
| せき東山                  | 岐阜県       | 関市         | ▲            | ∥            |                                      |
| 中池公園口                | 岐阜県       | 関市         | ▲            | ∥            |                                      |
| 西本郷通り六丁目          | 岐阜県       | 関市         | ▲            | ∥            |                                      |
| 関市役所前                | 岐阜県       | 関市         | ▲            | ∥            |                                      |
| 美濃市役所前              | 岐阜県       | 美濃市       | ▲            | ∥            |                                      |
| 美濃市駅                  | 岐阜県       | 美濃市       | ▲            | ∥            |                                      |
| 犬山駅東口                | 愛知県       | 犬山市       |              | ▲            |                                      |

## 運行経路
- 京都～岐阜・関・美濃系統
  - 京都市内 - 国道1号 - 京都南IC - 名神高速道路 - 岐阜羽島IC - 岐阜県道46号岐阜羽島インター線 - 羽島市内 - 岐阜県道151号岐阜羽島線 - 岐阜市内 - 国道21号 - 岐阜各務原IC - 東海北陸自動車道 - 関IC - 国道248号 - 関市内 - 国道248号 - 美濃市内
- 京都～岐阜・犬山系統
  - 京都市内 - 国道1号 - 京都南IC - 名神高速道路 - 岐阜羽島IC - 岐阜県道46号岐阜羽島インター線 - 羽島市内 - 岐阜県道151号岐阜羽島線 - 岐阜市内 - 国道21号 - 各務原市内 - 国道21号 - 犬山市内

## 運行回数
2往復（美濃発着・犬山発着各1往復）